# IRAM
iRAM é um produto da Gigabyte Technology, ou Gigabyte. É um dispositivo de armazenamento, que pode ser usado como um HD, de memória sólida, ou SSD. Ele tem custo menor do que o típico para esse tipo de dispositivos por usar memória DDR convencional.
O iRAM pode ser descrito como uma placa PCI que contém 4 slots para memória DDR, um controlador SATA e bateria recarregável.
Ele pode ser populada com chips de memória de até 1 Gb, o que permite atingir até 4 gigabytes.  O controlador SATA é chamado "inteligente" pela companhia, de onde supõe-se vir o i do nome. Por último, a bateria recarregável garantiria uma autonomia de 15 horas para  os dados contidos nas memórias RAM, que são voláteis. A bateria pode ser automaticamente recarregada quando o PC é ligado novamente à tomada.  Um ponto também interessante é que, se o PC estiver desligado, mas conectado à tomada, a memória continuará a ser alimentada e, portanto, seu conteúdo não se perderá.
As análises de diversos artigos sugerem que, devido à taxa de transferência de memória ser muito alta, o sistema seria capaz de superar a banda disponível nas interfaces SATA atuais, de cerca de 150 Mbytes/s.  Também nas próximas interfaces, chamadas SATA II, com 300 Mbytes/s, o desempenho máximo ainda não seria atingido.
Um  ponto importante promissor para dispositivos como o iRAM é que, devido a inexistência de partes mecânicas, o desempenho em acesso aleatório pode ser muito melhor, uma vez que, em memória RAM, o tempo de acesso aleatório é muito semelhante ao tempo de acesso sequencial. Isto o tornaria mais adequado para armazenar bases de dados multiusuárias, onde o acesso aleatório é muito importante.
Existem rumores de um novo produto, chamado iRAM 2, no qual em vez de memórias DDR, estariam sendo usadas memórias DDR2 e interface SATA II, colocadas em uma  caixa isolada, colocada externamente ao PC, ou colocada no local da atual unidade de disco flexível. Apesar dos rumores, ainda não há informações sobre o produto no sitio da Gigabyte Technology.